# Национальный музей (Прага)
Национальный музей (чеш. Národní muzeum) — крупнейший государственный музей Праги, созданный в начале XIX века.

## Главное здание
Неоренессансное здание Национального музея высотой более 70 метров и протяженностью фасада около 100 метров было построено с 1885 по 1890 год. Его автор Йозеф Шульц. Здание выходит на Вацлавскую площадь и является её архитектурной доминантой.
Монументальное здание с выразительным куполом, построенное на месте бывших Конных ворот, имеет для чешского народа особое, символическое значение. На главном фасаде здания внимание зрителя привлекает украшенная скульптурами рампа: рядом с сидящей на троне Богемией расположена молодая девушка, которая воплощает реку Влтаву, и старик, представляющий реку Эльбу. Эти фонтанные фигуры сочетаются с аллегориями земель Моравии и Силезии. На тимпане Богемия — покровительница науки и искусства.
В здании (под куполом) расположен также Пантеон — собрание бюстов и статуй видных деятелей чешской культуры. Над окнами Национального музея золотыми буквами написаны имена семидесяти двух выдающихся деятелей чешской истории.
Перед зданием в 1912 году поставлен памятник святому Вацлаву работы Йозефа Вацлава Мысльбека.

## История
Создан в 1818 году в эпоху Чешского национального возрождения и романтического культа «древностей», замышлялся, как сокровищница национальной культуры. 

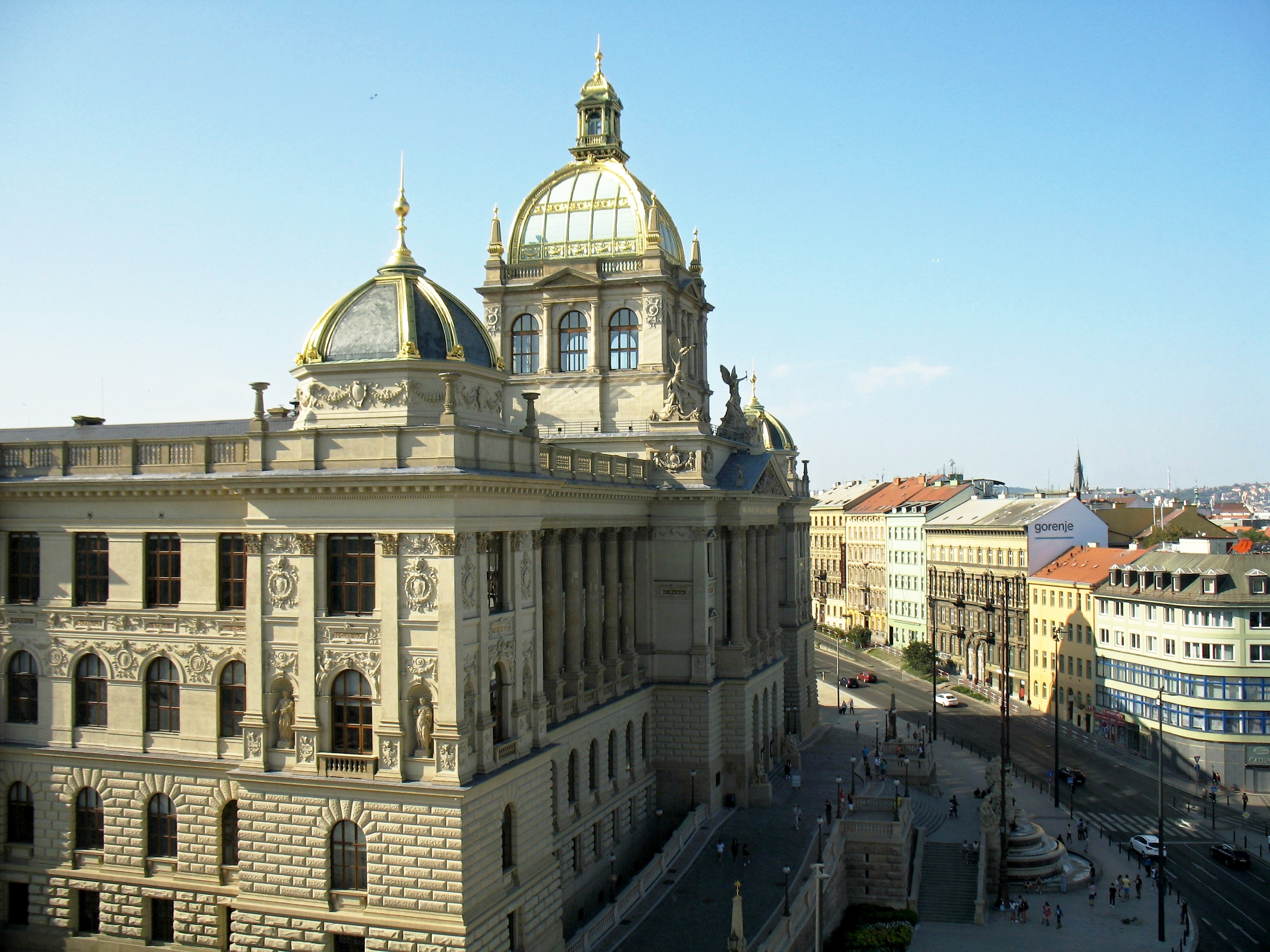
Здание Национального музея (2019 год)

Меценатом музея был граф Кашпар из Штернберка. Историческим отделом Музея заведовал историк и политик Франтишек Палацкий, по инициативе которого музей с 1827 года впервые начал научные публикации на чешском языке. Первым библиотекарем Национального музея был филолог и поэт Вацлав Ганка, более знаменитый, как талантливый фальсификатор, чьи «рукописи» по праву занимают место в музее, пусть не как средневековые памятники, а как выдающееся произведение эпохи романтизма и факт истории чешского самосознания. Здание Музея Йозеф Шульц построил вслед за Национальным театром, ещё одним грандиозным проектом, связанным с новой волной национального возрождения в 1880—1890-е годы.
На рубеже XIX-XX веков в оформлении здания музея принимал участие чешский художник Богуслав Дворжак.
В XX веке музей значительно вырос, разделившись на несколько крупных коллекций; появились Музей чешской музыки и Музей Азии и Африки имени Напрстка. Во время ввода войск Варшавского договора в Чехословакию в 1968 году и сопутствующих боёв на Вацлавской площади фасад музея был повреждён.
Летом 2011 года центральное здание Национального музея закрылось на реконструкцию, которая продлилась до конца 2018 года.

## Коллекции музея

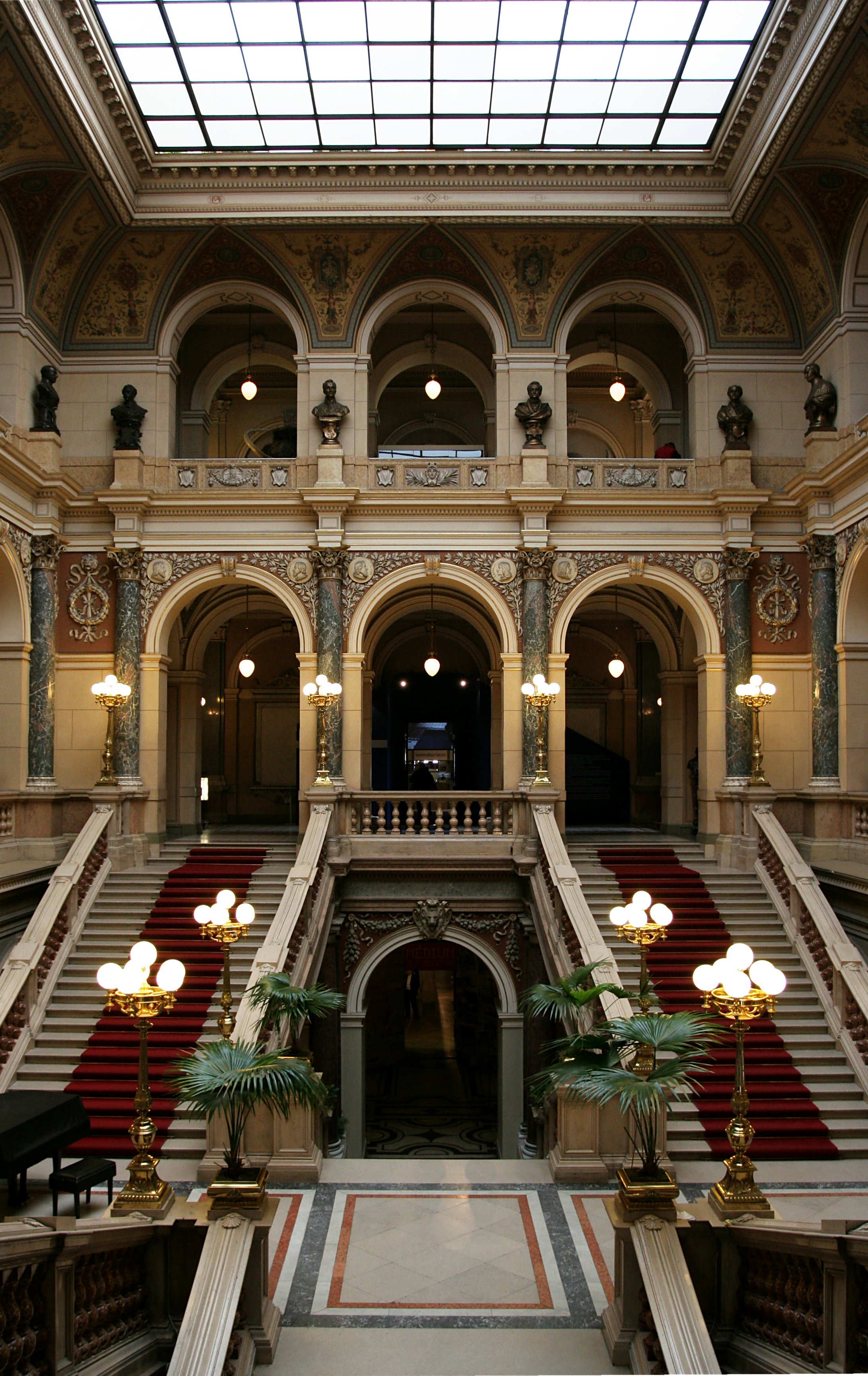
Интерьер музея

Национальный музей делится на несколько коллекций. В здании на Вацлавской площади расположены только «Музей естествознания и истории» и Библиотека (1,3 миллиона томов и 8 тысяч рукописей). Коллекции Этнографического музея, Музея музыкальных инструментов, Музея им. В. Напрстка и Музея физкультуры и спорта размещаются в других выставочных залах.
На втором этаже музея историческое отделение (особую ценность имеют материалы археологических раскопок, монеты и медали), а на третьем этаже расположено естественно-научное отделение. Примечательна палеонтологическая коллекция, собранная оказавшимся в Чехии вслед за своим воспитанником из дома Бурбонов французским учёным Йоахимом Баррандом.

### Среднеазиатская и узбекская коллекции
Фонд Национального музея – Музея азиатских, африканских и американских культур имени Напрстка располагает самым обширным и полным собранием артефактов из Средней Азии, в том числе и Узбекистана, в Чехии. В настоящее время среднеазиатское собрание насчитывает около четырехсот коллекционных предметов, которые являются продукцией традиционных художественных ремесел. Прежде всего это текстиль (ткани, одежда, вышивка, ковры), керамика и художественные изделия из металла. В коллекции присутствуют предметы быта, ювелирные изделия, а также архивные фотографии.
Коллекция начала формироваться во второй половине ХIХ в., когда музей получил 49 экспонатов от чехов, работавших в Российской Империи. Впоследствии коллекция пополнялась за счет даров и приобретений экспонатов у частных коллекционеров и антикваров, в том числе из коллекции чешского ученого Йиржи Бичака. Среди дарителей экспонатов наследники исследователя Эммануила Файта, поэт Юлиус Зейер.
Узбекское собрание предметов Музея имени Напрстка является частью его среднеазиатской коллекции. Почти половину этого собрания составляют образцы прикладного искусства, датированные периодом со второй половины XIX в. до нашего времени. Большая их часть была создана в Бухаре, Самарканде,Коканде, Маргилане, Риштане,Ташкенте, Хиве, Шахрисабзе и Нурате